# Мосин, Пётр Павлович
Пётр Павлович Мосин (1911—1987) — старшина Рабоче-крестьянской Красной Армии, участник Великой Отечественной войны, Герой Советского Союза (1944).

## Биография
Пётр Мосин родился 12 июля 1911 года в селе Кудрино (ныне — Меленковский район Владимирской области). После окончания четырёх классов работал слесарем на заводах сначала в Меленках, затем в Горьком. В октябре 1941 года Мосин был призван на службу в Рабоче-крестьянскую Красную Армию и направлен на фронт Великой Отечественной войны. В боях был ранен. К июню 1944 года сержант Пётр Мосин был наводчиком 1324-го лёгкого артиллерийского полка 71-й лёгкой артиллерийской бригады 5-й гвардейской артиллерийской дивизии прорыва 3-го артиллерийского корпуса прорыва 21-й армии Ленинградского фронта. Отличился во время боёв на Карельском перешейке.
14 июня 1944 года расчёт Мосина в бою погиб. Оставшись один у орудия, Мосин, несмотря на полученные в ногу и голову ранения, огнём своего орудия уничтожил вражеский дзот, 3 станковых пулемёта и группу солдат, что способствовало прорыву вражеской обороны. 20 июня 1944 года в бою Мосин уничтожил ещё 2 дзота, 4 станковых пулемёта и около взвода солдат и офицеров противника. Когда у него кончились снаряды, Мосин продолжал сражаться с пулемётом в руках, приняв активное участие в освобождении Выборга.
Указом Президиума Верховного Совета СССР от 21 июля 1944 года за «образцовое выполнение боевых заданий командования на фронте борьбы с немецкими захватчиками и проявленные при этом мужество и героизм» сержант Пётр Мосин был удостоен высокого звания Героя Советского Союза с вручением ордена Ленина и медали «Золотая Звезда».
После окончания войны Мосин в звании старшины был демобилизован. Вернулся в Меленки, работал слесарем на льнокомбинате. Скончался 10 мая 1987 года, похоронен на городском кладбище Меленок.
Был также награждён орденом Отечественной войны 1-й степени и рядом медалей.